# Die Pest zu London

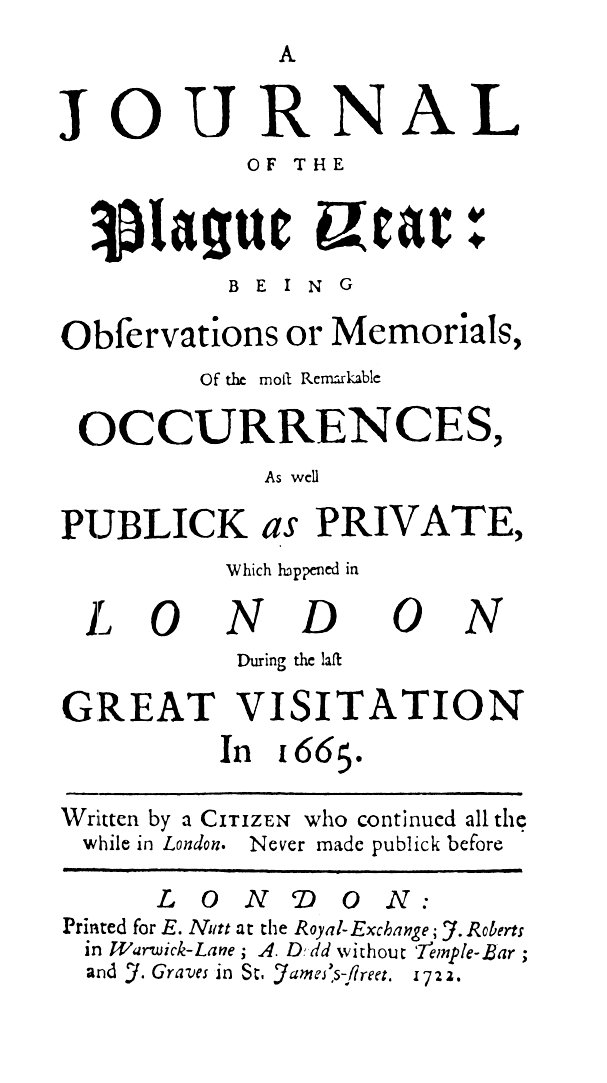
Erstausgabe des Buches von 1722

Die Pest zu London (Original: „A Journal of the Plague Year. Beeing Observations or Memorials, Of the most Remarkable Occurrences, As well Publick as Private, which happened in London During the last Great Visitation In 1665.“) ist der Titel eines 1722 publizierten fiktiven Dokumentarberichts des englischen Schriftstellers Daniel Defoe. Das Werk handelt von Ereignissen während der Großen Pest von London im Jahr 1665 und zählt zu den bedeutenden Pest- und Seuchen-Erzählungen der Weltliteratur. Die deutschen Übersetzungen von Heinrich Steinitzer, Rudolf Schaller und Werner Barzel erschienen 1925, 1956 bzw. 1961.

## Überblick
Als die Pest zum vierten Mal im 17. Jahrhundert die Stadt an der Themse heimsuchte, wurde es die verheerendste Epidemie seit dem ersten Auftreten der Seuche auf den Britischen Inseln, dem Schwarzen Tod in der Mitte des 14. Jahrhunderts. London glich einem Hexenkessel. Während viele Bürger aus der Stadt ins Umland flüchteten, blieb der Erzähler H. F. in London und erlebte die Entwicklung der Epidemie und das Leben und Sterben vieler Menschen in ihren unter Quarantäne stehenden Häusern. In seinem Augenzeugenbericht schildert er die vergeblichen Maßnahmen, die Menschen vor Ansteckungen zu schützen. Kurpfuscher und Beutelschneider nutzten ungeachtet der puritanischen Sittenstrenge die Gunst der Stunde, um sich mit Wunderheilmitteln und anderen Betrügereien an der Not der Menschen zu bereichern. Hysterischer Aberglaube, verheerende Arbeitslosigkeit waren die Begleiterscheinungen eines Massensterbens, dem rund 100.000 Menschen zum Opfer fielen.

## Inhalt

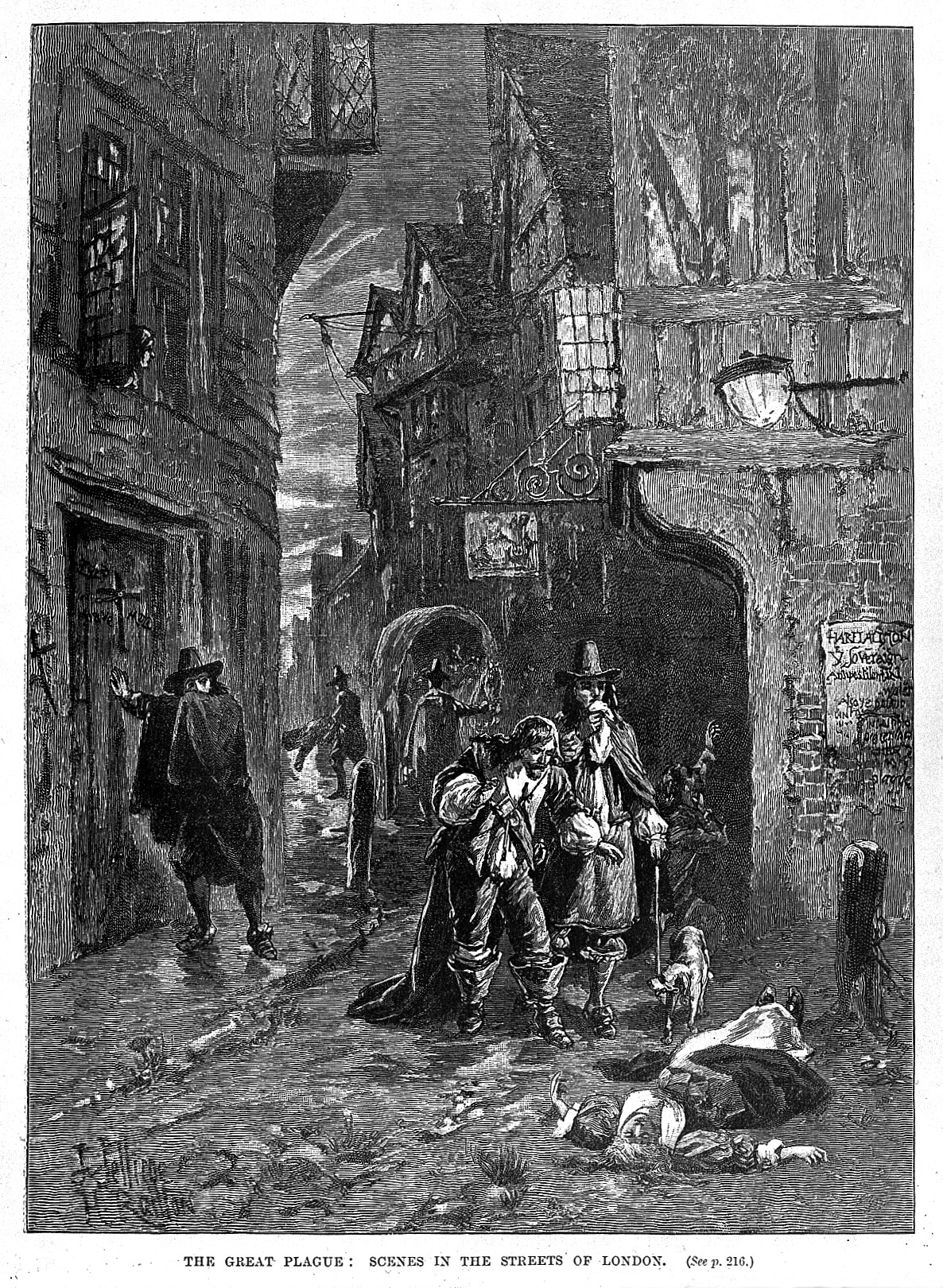
Straßenszene während der Pestepidemie in London

### Der Erzähler
Der fiktive Erzähler mit den Initialen H. F. wohnt außerhalb der City im östlichen Gebiet Aldgate/Whitechapel. Er ist Sattler und führt ein Geschäft mit Handelsverbindungen in die Kolonialgebiete. Als die Pestgefahr sich ankündigte, riet sein Bruder dem Unverheirateten, mit ihm und seiner Familie die Stadt zu verlassen. Nachdem mehrere Zeichen ihn auf seinen von Gott ihm zugewiesenen Platz hinwiesen, blieb er aus religiösen Gründen mit einer Haushälterin, einem Dienstmädchen und zwei Dienern in seinem Haus und schränkte die Kontakte zu den anderen Bürgern ein. Aus Neugier verließ er aber immer wieder sein Haus, beobachtete das Leben der Menschen im Verlauf der Epidemie und hörte Erzählungen und Gerüchte über die Folgen der Pest. Für einige Zeit wurde ihm das Amt des Visitators oder Gesundheitsinspektors übertragen. Dadurch erhielt er Einblicke in die Wohnverhältnisse der Menschen und ihre Gemütslage. Diese Erfahrungen, die Erzählungen anderer Bürger und die Statistiken der Pfarrbezirke sind Grundlagen seines Berichts über die Zeit von September 1664 bis zum Abflauen der Epidemie im Winter 1665/1666.

### Verlauf der Epidemie
Die 1660er Jahre waren eine politisch unruhige Zeit. 1660 wurde nach dem Bürgerkrieg und der kurzen republikanischen Phase mit puritanischer Ausrichtung unter der Herrschaft Cromwells mit der Inthronisation Karls II. die Monarchie wieder hergestellt. Die Spannungen zwischen den verfeindeten Gruppen der anglikanischen, der presbyterianischen Kirche und den Katholiken hielten aber an und die Unzufriedenheit mit dem König wuchs. So führte in dieser Atmosphäre der Unsicherheit die Erscheinung eines Kometen im Jahr vor der Pestepidemie zu Gerüchten und Weissagungen eines Weltuntergangs und zu einer Stimmung der Angst. Der Erzähler sieht hier einen Zusammenhang mit der überstürzten Flucht vieler Menschen aus London City nach den ersten Anzeichen der Pest. Die Kirchen riefen zur Buße und zum Gebet auf. Religiöse Eiferer gaben der Sündhaftigkeit der Menschen die Schuld. Quacksalber und Geschäftemacher boten Arzneien und Behandlungsmethoden an. Andererseits ignorierten viele Menschen anfangs die Gefahr einer Erkrankung. Der Erzähler vermutet, dass vor Bekanntwerden der ersten Fälle bereits viele an der Pest gestorben sind, dass man die Fälle aber aus Angst vor sozialer Isolierung nicht meldete und als Todesursache z. B. Fleckfieber angab.
Die Epidemie breitete sich im Lauf eines Jahres von den westlichen Pfarreien der Stadt, z. B. St Giles, und nördlichen Vororten aus zur City und den östlichen Bezirken hin aus und nahm in den zuerst betroffenen Bezirken wieder ab. Sie erfasste demnach nie gleichzeitig die ganze Stadt. Während des Höhepunkts der Pest in der City normalisierte sich das Leben schon wieder in den westlichen Pfarrbezirken. Überall fand derselbe Ablauf statt: Erste Anzeichen, die oft nicht ernst genommen wurden. Schubweises Anwachsen der Krankheitsfälle bis zum Zusammenbruch des Überwachungssystems. Rückgang der Todeszahlen und allmähliche Normalisierung des Lebens in der ganzen Stadt.

### Maßnahmen zur Bekämpfung der Pest
Nach Bekanntwerden der Pestfälle ergriffen die Behörden sofort Maßnahmen: Meldepflicht bei den ersten Symptomen und ärztliche Untersuchung. Quarantäne der Bewohner in Häusern mit Erkrankten für 40 Tage. Bereitstellung von Pflegerinnen. Versorgung der Eingeschlossenen mit Nahrungsmitteln und Medikamenten. Bewachung des Hauses, um ein Verlassen zu verhindern.

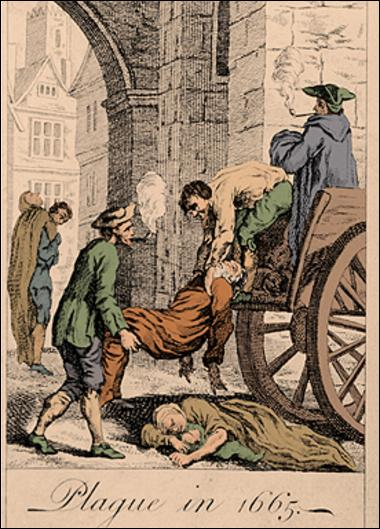
Pest-Leichenwagen in London 1665

Bei der Ausdehnung der Epidemie beschlossen der Lordmayor und das Ratskollegium der Stadt, ganze Straßenabschnitte zu sperren und im Stadtviertel die Vergnügungen in Gasthäusern und Tanzlokalen zu verbieten. Man versuchte, die noch nicht Infizierten eines Haushalts zu schützen, indem man die Kranken in die Pesthäuser brachte, wo sie ärztlich versorgt wurden. Die Passanten mussten Abstand halten und auf den Märkten wurden Berührungen vermieden, indem die Kunden sich selbst bedienten und die Münzen in mit Essig gefüllte Schalen legten. Die Menschen wurden aufgerufen, sich von den Kranken zu isolieren, die Wohnungen zur Desinfektion mit Harz, Schwefel usw. auszuräuchern, die Hunde und Katzen zu töten sowie Ratten und Ungeziefer zu jagen. Durch die Gefangenschaft in einer Wohnung oder einem Haus infizierten sich oft nacheinander alle Mitbewohner, außerdem Pflegerinnen und Wundärzte. Die Toten mussten, in Tüchern eingehüllt, da bald keine Särge mehr zur Verfügung standen, von Dienstleuten und Gemeindedienern aus dem Haus gebracht und mit Totenkarren zu den Massengräbern auf den Friedhöfen gebracht werden.

### Flucht aus der Stadt
Die wohlhabenden Bürger flohen mit ihren Familien und dem Dienstpersonal nach Bekanntwerden der Pesterkrankungen aus der Stadt auf ihre Landsitze und blieben dort bis zum Ende der Epidemie. Seeleute holten ihre Familien auf ihre Schiffe, die in langen Reihen auf der Themse verankert und von Fährleuten mit Nahrungsmitteln versorgt wurden. Der Erzähler schildert eine Begegnung mit einem Fährmann, der getrennt von seiner pestkranken Frau lebte und das Geld zur Ernährung seiner Familie mit der Versorgung der Flussschiffe mit Lebensmitteln verdiente.
Viele Menschen versuchten der Quarantäne in der Stadt zu entgehen und sich im Umland niederzulassen. Sie erlebten jedoch ähnliche Situationen, wenn ganze Ortschaften vor Fremden gesperrt waren. Einerseits suchten gesunde Flüchtlinge Unterkunft und Nahrung und wurden zu Unrecht abgewiesen, andererseits hatten die Bewohner berechtigte Angst vor Ansteckungen, weil viele Umherziehende ihre Herkunft aus Pestgebieten verschwiegen. So bestand immer eine Unsicherheit, ob die Reisenden die Wahrheit über ihren Zustand sagten und ob sie überhaupt wussten, dass sie bereits infiziert waren, aber noch keine Symptome hatten. Für den Erzähler ist dies ein Zeichen des Selbsterhaltungstriebs auf beiden Seiten, den er zwar verstehen kann, aber aus seiner christlichen Einstellung bedauert.
Eine ca. 40-seitige Erzählung handelt von drei Männern, dem Bäcker John, seinem Bruder, dem Segelmacher Tom, und einem Schreiner Richard. Sie beschlossen, die Stadt zum Höhepunkt der Epidemie nach Norden zu verlassen und besorgten sich Gesundheitsbescheinigungen und Reisedokumente, die ihre Herkunft verschleierten. Zusammen mit einer anderen Gruppe wanderten sie durch Essex. Sie stießen auf Straßensperren vor den Dörfern und Städten und verhandelten mit den Soldaten, die sie aus Angst vor Ansteckungen anhielten und zum Weiterziehen aufforderten. Sie hatten Schwierigkeiten, sich zu versorgen und wurden von den Bewohnern abgelehnt. Schließlich durften sie auf dem Land eines Gutsbesitzers Hütten bauen und wurden von ihm versorgt.

### Wirtschaftliche Folgen
Die aufs Land ziehenden Geschäftsleute und Handwerker schlossen ihre Geschäfte und entließen ihre Arbeiter und Bediensteten. Es kam darauf zu Versorgungsengpässen und Ernährungsproblemen mit den Folgen von Einbrüchen und Diebstählen in Häusern der aufs Land geflohenen Bürger. Die Stadtverwaltung versuchte, die Not der Arbeitslosen zu lindern durch Nahrungsmittelverteilung und Beschäftigungsangebote. Viele Arme nahmen, um sich ernähren zu können, trotz der großen Ansteckungsgefahr die Stellen als Pflegerinnen, Wächter, Kontrolleure und Dienstmänner zur Versorgung der in den Häusern Eingeschlossenen und zum Abtransport der Leichen an. Der Erzähler betont, dass durch Spenden reicher Adliger und Bürger die Wohlfahrtskasse der Stadt unterstützt werden konnte.
Die wirtschaftlichen Folgen betrafen jedoch nicht nur die Stadt, sondern viele Häfen, da sowohl der englische Binnenmarkt als auch der Überseehandel eingeschränkt wurde. Aus Angst vor Ansteckungen durften englische Schiffe in der ganzen Welt nicht mehr anlegen. Andererseits mieden ausländische Schiffe London und andere englische Hafenstädte.

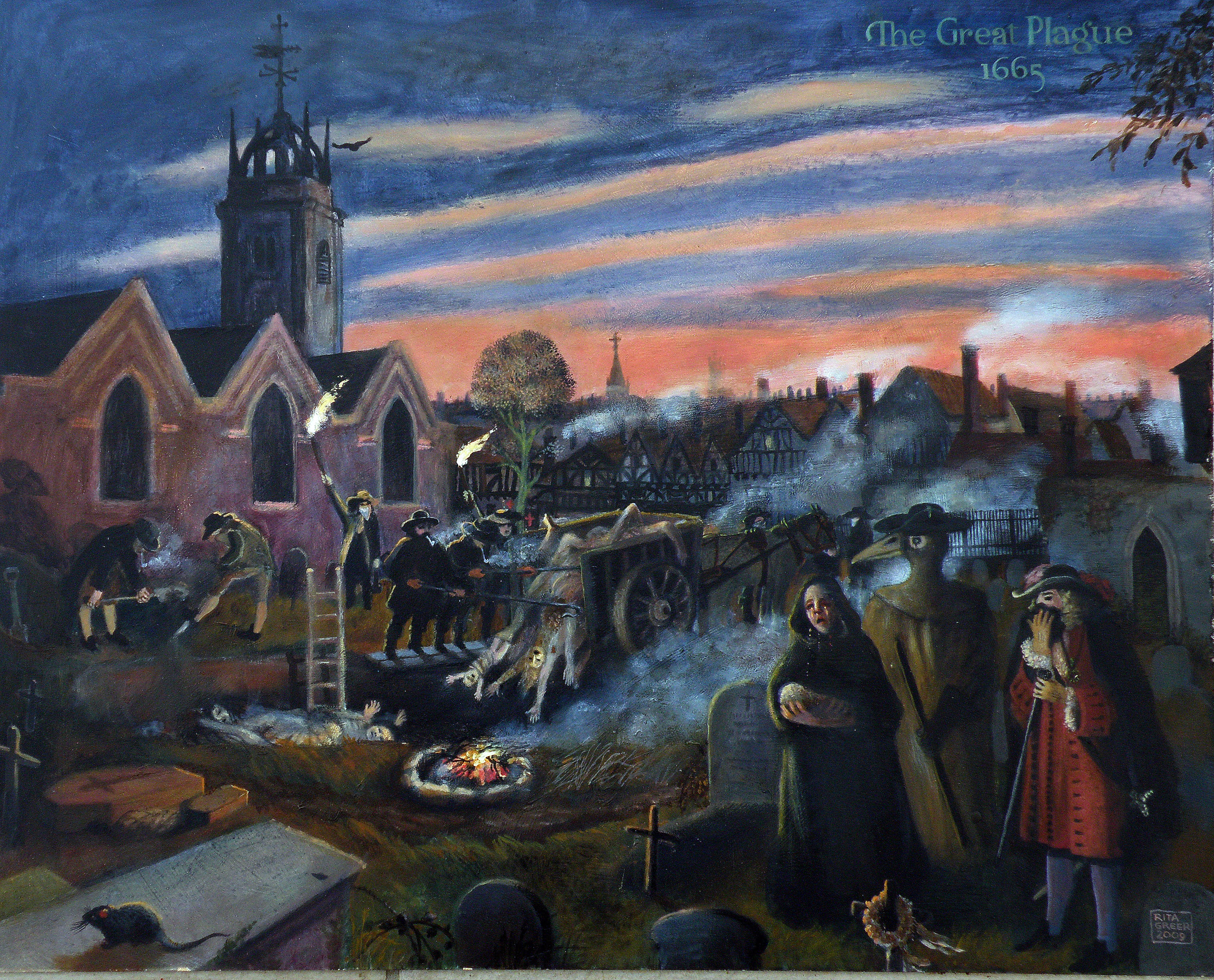
Entladung eines Totenkarren auf einem Londoner Friedhof

### Verzweiflung der Menschen in der Stadt
Die vom Lordmayor angeordneten Quarantänemaßnahmen werden vom Erzähler unterschiedlich bewertet. Einerseits war es die einzige Möglichkeit, die Gefahr der Ansteckungen zu verringern, andererseits kam es zu Verzweiflungstaten, wenn die Familie in einem Haus eingeschlossen war. Das Verbot, die Häuser zu verlassen, schützte zwar die Bevölkerung vor infizierten Bewohnern eines Hauses und verhinderte, dass diese zum Einkauf von Lebensmitteln auf den Markt gingen und mit Gesunden in Berührung kamen. Andererseits war die 40-Tage-Quarantäne eine Qual für die Eingeschlossenen. Zumeist steckten sich nacheinander alle an. Aus Verzweiflung wurde die Quarantäne in vielen Fällen durch die Flucht aus den Häusern unterlaufen. Die Entflohenen suchten Unterschlupf bei Bekannten, ohne ihnen die Gefahr mitzuteilen. Dadurch kam es zu unkontrollierter Übertragung der Krankheiten. Der Erzähler erlebte Wahnsinnstaten kranker Menschen, die aus ihrem Haus ausbrachen, von den Wächtern aus Angst vor Berührungen nicht aufgehalten wurden und wild durch die Stadt liefen, bis sie zusammenbrachen. Dem Erzähler wurden Fälle von Suizid und willkürlichem aggressivem Angriff geschildert.
Auf dem Höhepunkt der Epidemie brach das Überwachungs- und Meldesystem der Gesundheitsinspektoren, Ärzte und Wächter zusammen. Die infizierten Häuser konnten nicht mehr ermittelt und versorgt und die Leichen nicht mehr abgeholt werden, bis die Nachbarn durch den Verwesungsgeruch darauf aufmerksam wurden und es den Behörden meldeten.

### Ende der Epidemie
Im Herbst 1665 und im Winter gingen die Totenzahlen zurück. Die Krankheit verlief jetzt weniger hart und viele Infizierte überlebten. Die Väter der geflüchteten Familien kehrten in die Stadt zurück und eröffneten wieder ihre Geschäfte und Handwerksbetriebe. Das gesellschaftliche Leben erholte sich und die Menschen trafen sich wieder auf den Straßen und Plätzen. Damit verbunden war, obwohl die Gefahr der Ansteckung noch nicht überwunden war, die leichtsinnige Aufnahme alter Gewohnheiten, so dass viele sich schon gerettet geglaubte Menschen starben. Doch trotz des erneuten Anstiegs der Sterbezahlen hielten sich die Menschen nicht mehr an die Abstandsregeln und Quarantänevorschriften. Obwohl es weiterhin an Nahrungsmitteln für die Armen und Arbeitslosen mangelte, gingen die Spenden zurück, weil den Wohltätern außerhalb der Stadt von einer Normalisierung berichtet wurde, was aber nicht allgemein zutraf.
Nach einem kalten Winter galt schließlich gegen Februar 1666 die Epidemie als überwunden. Langsam kam das wirtschaftliche Leben wieder in Gang. Die Leidenszeit wurde von den nicht betroffenen Überlebenden verdrängt oder vergessen. Während des Höhepunkts der Epidemie reichten die Friedhöfe nicht mehr aus und es musste von der Stadtverwaltung weiteres Gelände für die Massenbestattungen bereitgestellt werden. Diese provisorischen Friedhöfe wurden nach dem Ende der Epidemie nicht mehr gebraucht und, was der Erzähler als menschenunwürdig kritisiert, mit Häusern überbaut, obwohl man bei Fundamentarbeiten auf halbverweste Leichen stieß.

### Bewertungen des Erzählers
In mehreren Passagen des Berichts reflektiert der Erzähler den Umgang mit der Epidemie und mit den Verordnungen. Erstens kritisiert er die „Denkart“ der Sorglosigkeit vieler Menschen bei der langsamen Ausbreitung der Epidemie mit anfangs wenigen Todesopfern. Sogar im Frühjahr und Sommer, als die Zahlen stark anstiegen, glaubten viele Menschen in der City und im Osten, sie wären nicht betroffen. Sie hielten die Quarantäne-Vorschriften nicht ein und versorgten sich nicht vorausblickend mit Lebensmitteln. Der Leichtsinn vieler Menschen im Umgang mit den Abstandsregeln hielt auch in der Hochzeit der Pest an, als sich Hoffnungslosigkeit und Gleichgültigkeit breit machten, und kontrastiert mit der Angst anderer, die in Panik aufs Land flohen, auf Themse-Schiffen Schutz vor Ansteckungen suchten oder durch die Stadt irrten.
Kritik übt der Erzähler auch an der fehlenden Rücksichtnahme vieler Bürger z. B. in den Wirtshäusern, wo die Zecher selbstgefällig Spott über die verzweifelt in den Kirchen Trostsuchenden spotteten, die an eine Strafe Gottes glaubten und sich an die Gebote der Rücksichtnahme und Hilfe halten wollten. Ebenso nahm mit der Dauer der Pestzeit das Mitleid der Menschen mit den Opfern ab. Die meisten waren nur noch um ihre Sicherheit besorgt. Selbsterhaltung war das vorherrschende Gesetz: Die unmittelbar drohende Gefahr tötete die Innigkeit der Liebe und das sich um andere Kümmern.
Ein Schwerpunkt der Kritik bezieht sich auf die Quarantäne Verordnung. Aus seinen Erfahrungen macht der Erzähler Vorschläge für den Umgang mit einer künftigen Epidemie: Die Häuser sollten nicht abgeschlossen und die Gesunden nicht mit den Kranken zusammen eingesperrt werden, da diese Maßnahme umgangen wurde und letztlich wirkungslos war. Vielmehr sollten mehr Pesthäuser eingerichtet werden, um die Infizierten zu isolieren. Die Menschen sollten zu besserer Vorratshaltung angehalten werden, um sich ins Haus einschließen und dort die Epidemie überdauern zu können, denn durch die Einkäufe auf den Märkten infizierte sich v. a. das Dienstpersonal und brachte die Pest ins Haus.
Als im Februar die Seuche ihr Ende fand und die Gesunden sich nicht mehr infizierten, ohne dass die Ärzte und Naturwissenschaftler eine Erklärung dafür geben konnten, erschien dies den Menschen wie ein Wunder und der Erzähler erklärt sich das Auftauchen der Pest als göttliches Strafgericht und ihr Verschwinden als göttliche Barmherzigkeit. Dies ist für ihn aber kein Grund zu einer fatalistischen Haltung. Er betont die grundsätzliche Verantwortung der Menschen für ihr Leben und das der Mitbürger und ruft zum Handeln auf.

## Form
Defoes „Die Pest zu London“ ist eine Mischung aus verschiedenen Textsorten: Bericht über den Verlauf der Epidemie mit konkreten Angaben über die Viertel, Straßen und sogar Häuser, in denen Ereignisse stattfanden. Beschreibung der Verordnungen und der Diskussionen der Fachleute über die Wirksamkeit der Maßnahmen. Erlebniserzählungen des Verfassers und anderer ihm bekannter oder unbekannter Personen. Erörterung der Glaubwürdigkeit verschiedener Berichte und Anekdoten, die der Erzähler erhalten hat. Tabellen mit Opferzahlen. Kommentare über das Verhaltens der Menschen und die Quarantänebestimmungen. Resümee und Vorschläge über den Umgang mit zukünftigen Epidemien. Durch die Kombination dieser Darstellungsformen erzielt Defoe den Effekt der Authentizität.
Defoes Text ist fortlaufend ohne Kapitelunterteilung geschrieben und im Wesentlichen chronologisch aufgebaut, mit häufigen Exkursen und Wiederholungen. Der Übersetzer Steinitzer diagnostiziert die „ungemeine[-] Flüchtigkeit bei der Abfassung des Werkes“, die „in zahlreichen Widersprüchen und noch viel zahlreicheren oft wörtlichen Wiederholungen“ zutage trete, und schließt daraus, „dass sich Defoe mit gründlichen Quellenstudien sicherlich nicht abgegeben hat.“

## Rezeption
Nachdem Defoes Buch über einen längeren Zeitraum als Sachbuch gelesen wurde, wird seit der Entdeckung des Lebensalters des Autors zur Zeit der Epidemie in den 1780er Jahren der fiktive Status des Werks hervorgehoben. Seither wird die Frage nach der literaturwissenschaftlichen Einordnung des Werks gestellt: Handelt es sich um „Alltägliche Aufzeichnungen“ des Berichterstatters H. F., wie am Ende des Dokuments angegeben, die von Defoe herausgegeben wurden? Oder ist dies nur eine Herausgeberfiktion und der Autor hat die Erzählungen und Berichte selbst gesammelt? Oder hat der Autor in den recherchierten historischen Rahmen von ihm erfundene Erzählungen, die wie Augenzeugenerfahrung wirken, eingebaut?. Die meisten Kritiker sind inzwischen der Meinung, es handele sich um eine Kombination aus Historie und Fiktion, also um einen historischen Roman mit einer sorgfältig erarbeiteten Tatsachenbasis.
Der Übersetzer Steinitzer erklärt sich die Einschätzung „wohlunterrichtete[r] Männer der Wissenschaft“, in dem Werk eine „historische Quelle für die damaligen Zustände zu sehen“, und die Bewertung einiger Kritiker, die das „Pestbuch“ für die beste Arbeit Defoes halten, „aus der besonderen Natur von Defoes Schaffensweise. Er besaß, neben einer erstaunlichen Fruchtbarkeit, im allerhöchsten Maße die Gabe, die man Wirklichkeitsphantasie nennen könnte, d. h. die Fähigkeit, sich in eine erdichtete und bloß vorgestellte Umwelt ganz und gar hineinzuversetzen und so völlig in ihr aufzugehen, als ob er tatsächlich darin zu leben und sich ihr anzupassen hätte.“ Als vielseitiger Journalist habe jedoch „seine Phantasie immer Schranken und Anhaltspunkte an den ihm wohlvertrauten Umständen und Verhältnissen aller Seiten des menschlichen Lebens“ gefunden und den Schriftsteller davor behütet, „ins Uferlose zu schweifen“. Dies gebe den „vielleicht phantasievollsten Werken der Weltliteratur den Anschein einer fast grausamen Nüchternheit.“ Das sei der Grund dafür, dass „die einzigartige Begabung Defoes bei den Lesern nicht immer die ihr gebührende Wertschätzung“ finde.
Steinitzer und viele Rezensenten schließen sich dem Urteil Walter Scotts an, dass Defoe, würde er auch den „Robinson“ nicht geschrieben haben, für sein „Pesttagebuch“ die Unsterblichkeit verdient hätte: Seine in zahlreichen früheren journalistischen Arbeiten erprobte Reportagetechnik habe Defoe schon in seinem Robinson-Roman zum Erzählstil erhoben. Die realistische Darstellung eines fiktiven Geschehens nicht nur als erfahrbare, sondern als bereits erfahrene Wirklichkeit sei seine große Stärke. Erzählt und im Sinne puritanischer Selbstkontrolle reflektiert aus der Perspektive eines tätigen Helden, sei es Defoe nicht nur in seinen Abenteuerromanen, sondern vor allem in seinem Bericht über das Londoner Pestjahr gelungen, bei seinem Publikum höchste Glaubwürdigkeit zu erzielen – aufbauend auf genauen Recherchen, schriftlichen Quellen und Augenzeugenberichten, die er kunstvoll durch eigene Erfahrungen ausgeschmückt habe.
Durch die COVID-19-Pandemie 2020/2021 erhielt Defoes Buch einen aktuellen Bezug: Ein Vergleich mit dem vom Erzähler beschriebenen pestbedingten Verhalten wird in „Persistent Patterns of Behavior: Two Infectious Disease Outbreaks 350 Years Apart“, einem Artikel in der amerikanischen Wissenschaftszeitschrift „Economic Inquiry“, und in einem Kommentar der britischen Tageszeitung „The Guardian“ diskutiert.

## Adaptionen
- 1945: 30-Minuten-Hörspiel im Rahmen des amerikanischen Radio Programms „The Weird Circle“
- 1960: Hörspiel (78 Min.) nach Defoes „Die Pest zu London“. Sprecher: Gert Westphal. Radio Bremen
- 1979: Mexikanischer Film „El Año de la Peste“' (Das Jahr der Pest). Regie: Felipe Cazals. Drehbuch (basiert auf „A Journal of the Plague Year“): Gabriel García Márquez
- 1999: „Periwig Maker“. Die literarische Vorlage für den mehrfach mit Preisen ausgezeichneten 15 Minuten Stop-Motion-Puppentrickfilm ist „A Journal of the Plague Year“. Produktion: Ideal Standard Film. Regie: Steffen Schäffler. Sprecher: Kenneth Branagh. (Perückenmacher), Alice Fairhall (Waisenkind).[17]
- 2016: 60-minütiges BBC-Hörspiel[18]

## Ausgaben
- Daniel Defoe: Die Pest zu London. Übersetzung von Werner Barzel, Nymphenburger, München 1987. Als Taschenbuch auch bei Ullstein, Frankfurt am Main 1996.
- Daniel Defoe: Die Pest zu London. Hörspiel. Sprecher Gert Westphal, Hörspielbearbeitung von Sebastian Goy, herausgegeben von Radio Bremen, CD, Audioverlag, Berlin 2002, ISBN 3-89813-182-3.
- Daniel Defoe: A journal of the plague year, ISBN 0-486-41919-3 (englische Ausgabe aus dem Jahr 2001).
- Daniel Defoe: Die Pest in London. Übersetzung von Rudolf Schaller, Jung und Jung, Salzburg 2020, ISBN 978-3-99027-249-7.